# Apicia citrina
Apicia citrina är en fjärilsart som beskrevs av W. Warren 1904. Apicia citrina ingår i släktet Apicia och familjen mätare. Inga underarter finns listade i Catalogue of Life.